# Покровская церковь на Соломенке (Киев)
Храм Покрова́ Богородицы на Соломенке (укр. Свято-Покровська церква) — приходский православный храм в Киеве, на Соломенке. Построен архитектором Ипполитом Николаевым по заказу городской общины Киева в течение 1895—1897 годов в память о митрополите Киевском и Галицком Платоне. Находится на углу улиц патриарха Мстислава Скрипника и Стадионной. Среди киевлян известна также под названиями Платоновская церковь и на Стадионной (по одноимённой улице). В 1905—1919 годы настоятелем церкви был создатель и первый митрополит УАПЦ Василий Липкивский. В настоящее время приход относится к ПЦУ.

## История

### Российская империя
Идея строительства Покровской церкви в память о митрополите Платоне, умершем 1 октября 1891 года, принадлежала киевскому городскому голове Степану Сольскому. В конце XIX века на Соломенке, в то время развитом и густонаселенном округе Киева, не было ни одного храма, поэтому инициативу городского головы встретили особенно положительно. Проект культового сооружения выполнил архитектор Ипполит Николаев — сын известного киевского архитектора Владимира Николаева.
Закладка церкви состоялась 14 сентября 1895 года, а освящен храм был 9 ноября 1897 года. Собранием средств и процессом построения руководил общественный комитет во главе с известным киевским предпринимателем и городским деятелем Яковом Бернером, который лично вложил в дело 2000 рублей и 25000 штук кирпича. Общественным комитетом, в состав которого также входили известные меценаты Михаил Дегтерёв, Александр Терещенко и другие выдающиеся личности, на строительство было собрано 37 000 рублей. Роспись храма осуществлял художник Иван Селезнев.
Кроме главного престола Покрова Божией Матери, Покровская церковь имела ещё два алтаря: правый — Св. Платона и левый — Жён Мироносиц. Вокруг большого главного купола стояло пять декоративных малых. При церкви действовали основанная на Соломенке ещё в 1892 году церковно-приходская школа и женское благотворительное общество, которое открыло здесь в 1906 году дневной приют для малолетних детей.
В 1905 году настоятелем Покровской церкви был назначен будущий митрополит УАПЦ протоиерей Василий Липковский, ранее уволенный с должности директора Киевской церковно-учительской школы за украинофильство. Отец Василий был настоятелем этого храма до 1919 года. Усилиями отца Василия в 1907—1914 годах по проекту инженера Константина Сроковского было проведено переустройство Покровской церкви.
Вследствие перестройки церковь была расширена почти вдвое: увеличились размеры приделов, также была пристроена трехъярусная колокольня. В это же время возросла численность прихожан храма.

### Советское время
Во времена СССР Покровской церкви чудом удалось уцелеть, однако храм не обошла широкомасштабная государственная антирелигиозная кампания.
С 1929 до кончины в 1936 году настоятелем был протоиерей Василий Прилуцкий.
В 1939 году коммунистическая власть закрыла храм. Тогда же он был «обезглавлен» — были снесены церковные купола и колокольня, а общий вид церкви был максимально приближен к светским строениям. Сделано это было с целью экономии средств: таким образом власть вроде и вела борьбу с религией, но в то же время экономила на сносе храма. Считалось, что лишённая куполов церковь уже не несла «угрозы трудящимся», а её роль и доминирующее положение в городской застройке сразу же снижались.
Во время немецкой оккупации города, в 1941 году, службы в храме были возобновлены, и храм уже не закрывался.

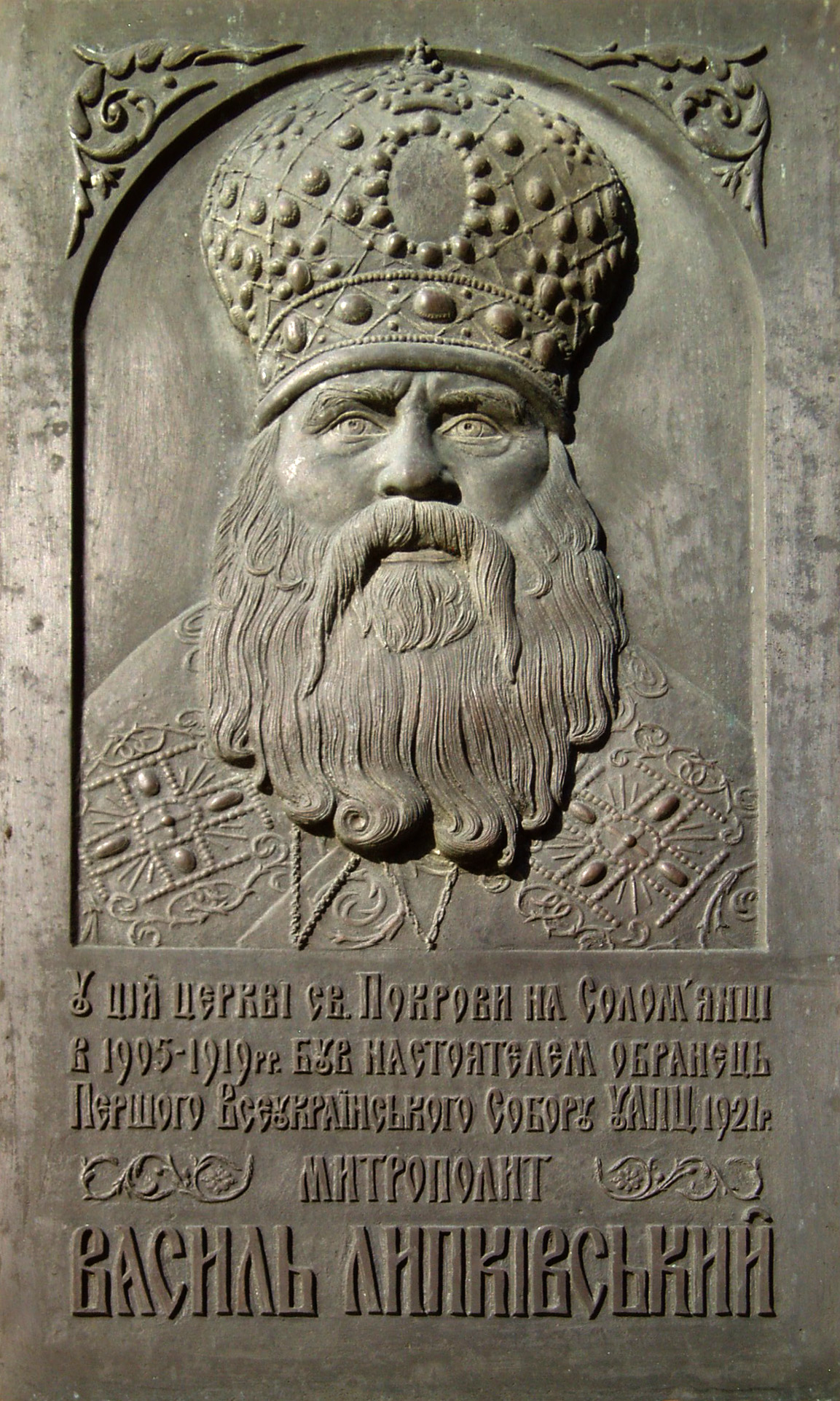
Памятная доска в честь митрополита УАПЦ Василия

В 1960-е годы Покровская церковь почти стала кафедральным православным храмом Киева. В эти годы, после небольшого ослабления в 1950-х годах, возобновились жестокие гонения на церковь, и киевская городская власть рассматривала возможность закрытия Владимирского собора, имевшего в то время статус кафедрального, и перенос кафедры подальше от центра Киева, на Соломенку. Благодаря чрезвычайным усилиям верующих этого удалось не допустить.

### Новейшее время
Во времена независимой Украины Покровский храм на Соломенке был полностью возрождён. В 2000-е годы усилиями церковной общины и настоятеля храма, отца Димитрия, были восстановлены купола и колокольня церкви, что позволило вернуть церкви её первоначальный вид.
Также в 1990-е годы на храме была установлена мемориальная доска в честь митрополита УАПЦ Василия (Липкивского). Текст доски сообщает:
«В этой церкви Св. Покрова на Соломенке в 1905—1919 годы настоятелем был избранник Первого Всеукраинского Собора УАПЦ 1921 года митрополит Василий Липкивский».

## Архитектура храма
В архитектурном плане стилистика церкви была выбрана в традиционном для большинства церковных сооружений Российской империи начала XX века русском стиле. Поэтому храм имеет центрическую ярусную композицию бесстолпного сооружения с сомкнутым сводчатым перекрытием и пятиглавым завершением основного объёма. Декоративная отделка сооружения выполнена в духе русского архитектурного узорочья XVII века — с колонками, кокошниками, карнизами и фризом из изразцов, лукообразными главками над алтарем и западным притвором.